# Minghe (БПЛА)
Minghe — китайський безпілотний вертоліт, розроблений компанією з округу Дунгуань, Minghe Crop Dusting UAV Co., Ltd. (东莞市明合农业喷药无人机有限公司), зі штаб-квартирою в Чжанмуту (кит. 樟木头镇). Початково виробник компонентів для електроніки, компанія розширила свій бізнес на ринок БПЛА, перетворивши свій відділ електронного обладнання (明合电子设备部) в дочірню компанію, і повністю спеціалізується на виробництві безпілотних літальних апаратів для сільськогосподарських робіт з розпилення і обприскування. 

### Сільськогосподарський безпілотний вертоліт
Безпілотний вертоліт, розроблений Minghe спеціально для дрібнодисперсного розприскування. У порівнянні з більшістю інших китайських безпілотних вертольотів, що перебувають в експлуатації, Minghe може нести більше корисного навантаження відносно власної ваги, яке майже дорівнює його власній вазі. 

### Специфікація:[2]
- Довжина (м): 2,47
- Висота (м): 0,725
- Діаметр несучого гвинта (м): 2,05
- Діаметр хвостового гвинта (м): 0,341
- Двигун: поршневий
- Максимальна злітна маса (кг): 22
- Вага порожнього (кг): 12
- Корисне навантаження (кг): 10
- Крейсерська швидкість (км/год): 10
- Максимальна швидкість при повному навантаженні (км/год): 20
- Максимальна дальність польоту (км): 2,5
- Максимальна висота польоту (м): 150
- Тривалість польоту при повному навантаженні (хв): 15